# جوني ماي ماثيوز
جوني ماي ماثيوز (بالإنجليزية: Johnnie Mae Matthews)‏ هي منتجة أسطوانات ومغنية وكاتبة غنائية أمريكية، ولدت في 31 ديسمبر 1922 في ديسمير في الولايات المتحدة، وتوفيت في 6 يناير 2002 في ديترويت في الولايات المتحدة.

## وصلات خارجية
- جوني ماي ماثيوز على موقع ميوزك برينز (الإنجليزية)
- جوني ماي ماثيوز على موقع ديسكوغز (الإنجليزية)